# Cutzamala de Pinzón (kommun)
Cutzamala de Pinzón är en kommun i Mexiko.   Den ligger i delstaten Guerrero, i den södra delen av landet, 180 km sydväst om huvudstaden Mexico City. Antalet invånare är 21 388. Arean är 611 kvadratkilometer.
Terrängen i Cutzamala de Pinzón är kuperad åt sydväst, men åt nordost är den bergig.
Följande samhällen finns i Cutzamala de Pinzón:
- Cutzamala de Pinzón
- Cuadrilla Nueva
- El Salitre
- Los Capires
- La Florida
- Alborejo
- La Comunidad
- Tucuruato
- La Mohonera
- Camutla
- Loma Bonita
- Limón Grande
- El Ojo de Agua
- El Remudadero
- Cuataceo
- La Laja
- Las Juntas del Rosario
- Los Desposados
- Oxtotitlán
- Arcelia de los Libres
- El Pochote
- La Garra
- San Blas
- La Puchimita
- Atotonilco
- El Tepehuaje